# Валя и Моро превземат света
„Валя и Моро превземат света“ е риалити предаване, излъчвано по българския канал TV7 през 2014 г. Шоуто разказва за Валя и Моро, които обикалят света като пътуват до различни дестинации и научават нови неща за дадена държава като следват мисии, поставени от продуцентите. Обикновено, задачите са свързани с традиционни храни, обичаи или забележителности в държавата. Шоуто предизвиква смях у зрителите, защото ромското семейство не е пътувало в чужбина преди и не знае чужди езици. Неподправеният им маниер на общуване, освободеност и специфичен хумор създават много неловки и неочаквани ситуации.

## Сезони
- Европа

## Сюжет
Всяка седмица Валя и Моро посещават различен европейски град и се сблъскват с различните национални особености и манталитет. Тяхното телевизионно приключение ги отвежда в Брюксел, Амстердам, Берлин, Виена, Прага, Рим, Париж, Лондон и Барселона. Навсякъде те общуват с местните хора така, както намерят за добре или по-скоро така, както могат. Във всеки епизод двамата трябва да се справят и с определени задачи, като да си резервират стая в хотел в Прага или да стигнат от апартамента им в столицата на Германия до Берлинската стена. За всяка изпълнена задача двамата получават определен бюджет.